# Фортир (тауншип, Миннесота)
Фортир (англ. Fortier) — тауншип в округе Йеллоу-Медисин, Миннесота, США. На 2000 год его население составило 116 человек.

## География
По данным Бюро переписи населения США площадь тауншипа составляет 86,7 км², из которых 86,5 км² занимает суша, а 0,3 км² — вода (0,30 %).

## Демография
По данным переписи населения 2000 года здесь находились 116 человек, 45 домохозяйств и 34 семьи. Плотность населения —  1,3 чел./км². На территории тауншипа расположено 58 построек со средней плотностью 0,7 построек на один квадратный километр. Расовый состав населения: 100,00 % белых.
Из 45 домохозяйств в 35,6 % воспитывались дети до 18 лет, в 66,7 % проживали супружеские пары, в 2,2 % проживали незамужние женщины и в 24,4 % домохозяйств проживали несемейные люди. 17,8 % домохозяйств состояли из одного человека, при том 4,4 % из — одиноких пожилых людей старше 65 лет. Средний размер домохозяйства — 2,58, а семьи — 2,94 человека.
28,4 % населения — младше 18 лет, 10,3 % — в возрасте от 18 до 24 лет, 19,8 % — от 25 до 44, 25,9 % — от 45 до 64, и 15,5 % — старше 65 лет. Средний возраст — 39 лет. На каждые 100 женщин приходилось 100,0 мужчин. На каждые 100 женщин старше 18 приходилось 112,8 мужчин.
Средний годовой доход домохозяйства составлял 32 500 долларов, а средний годовой доход семьи —  43 750 долларов. Средний доход мужчин —  16 250  долларов, в то время как у женщин — 26 250. Доход на душу населения составил 20 984 доллара. За чертой бедности находились 16,1 % семей и 15,8 % всего населения тауншипа, из которых 28,6 % младше 18 и 10,5 % старше 65 лет.